# Alejandro de Tver
Alejandro de Tver fue el segundo hijo del príncipe Miguel Yaroslávich y de Ana de Kashin. En su juventud le fueron transferidos los infantados de Jolm y Mikulin. El año 1326 sucede como príncipe de Tver a su hermano Dimitri, asesinado por orden del Uzbeg Kan en la ciudad de Sarai.
Al año siguiente un oficial tártaro, Shevkal (primo de Uzbeg), tomó Tver con un gran contingente militar. Después de establecerse en el palacio de Alejandro, según los relatos históricos, comenzó a aterrorizar a la ciudad, permitiendo a sus tropas matar y saquear libremente. Se piensa que su objetivo era matar a Alejandro, usurpar el trono e introducir la religión islámica en la ciudad. El 15 de agosto de 1327, algunos tártaros trataron de robar un caballo a un diácono y una turba de ciudadanos corrió en su auxilio y así comenzaron a masacrar al ejército tártaro asentado.
Shevkal junto a su guardia, fue quemado vivo en la casa que había usado como refugio, en un vano intento por escapar del linchamiento.
La masacre trajo consigo la inevitable represalia tártara. Iván I de Rusia, hermano del príncipe Yuri de Moscú, asesinado el año 1325 por Dimitri, se reunió con el kan Uzbeg y lo persuadió para derrotar a Alejandro y entregar su título a Moscovia. El kan envió 50.000 soldados a Tver. 
Alejandro huyó junto a su familia a Nóvgorod, pero la ciudad lo rechazó por miedo a las represalias tártaras. En un último intento por escapar, se refugió en Pskov. Pskov no solamente dio hospedaje a Alejandro y su familia, sino que incluso le entregó el título de príncipe. Más aún, en el intento de salvar la ciudad de posibles represalias, Alejandro intentó alejarse, pero los ciudadanos no se lo permitieron. 
El Metropolita de Kiev y toda Rus Teognosto el Griego (Theognostus of Kiev) excomulgó a Alejandro el año 1329 por orden del Kan y así varios príncipes le declararon la guerra a Pskov. Alejandro huyó primero a Polonia y después a Suecia, y cuando el metropolita revocó la excomunión volvió a Pskov bajo la protección de Gediminas, Gran Duque de Lituania.
En 1335, Alejandro envió a su primogénito Fiódor hacia la Horda de Oro con la tarea de pedir el perdón. Dos años después fue él mismo.
El kan Uzbeg en un primer momento, perdonó a su viejo enemigo y le permitió retornar a Tver. Esto renovó las hostilidades con Moscú, que todavía no podía poseer Tver. Debido a estas tensiones, negoció una alianza con Yaroslavl como contingente en el caso de nuevos ataques. Sin embargo, no enfrentó a su enemigo en campo abierto y visitó al Kan y a los hijos de Iván, Simeón e Iván, denunciando las provocaciones de las que era víctima y amenazando con una nueva alianza esta vez con los mongoles.
Uzbeg decidió perdonar a Alejandro si comparecía ante él junto a su hijo mayor; Alejandro cayó en la trampa, siendo ambos condenados a muerte por descuartizamiento en octubre de 1339. Sus cuerpos fueron enviados a Vladímir y más tarde, enterrados en Tver.

## Familia
Alejandro se casó hacia 1320 con Anastasia de Hálych y tuvo ocho hijos:
1. Fiódor de Tver (muerto en 1339)
2. Lev (nacido en 1321, muerto en fecha desconocida)
3. Miguel II de Tver (1333–1399)
4. Vsévolod de Jolm (muerto 1364)
5. Andréi (muerto en 1365)
6. Vladímir (muerto en 1365)
7. María (muerta en 1399), casada con Simeon de Moscú
8. Uliana (ca. 1325–1392), casada con Algirdas